# 뻣뻣함
뻣뻣함(stiffness) 또는 강성(剛性)은 변형에 저항하는 성질이다. 강성은 적용된 힘에 대한 반응으로 물체가 변형에 저항하는 정도이다.
보완적인 개념은 유연성(flexibility) 또는 부드러움(pliability)이다. 물체가 더 유연할수록 덜 딱딱하다.

## 순응도
뻣뻣함의 반대는 유연성(flexibility) 또는 순응도(compliance, 유순도, 순응, 유순)이며 일반적으로 뉴턴 당 미터 단위로 측정된다. 유변학에서는 변형률(strain) 대 변형력(stress)의 비율로 정의할 수 있으므로 상호 변형력 단위(예: 1/Pa)를 사용한다.(되튐 (유변학) 참조.)

## 응용
구조의 강성은 많은 엔지니어링 응용 분야에서 가장 중요하므로 탄성 계수는 종종 재료를 선택할 때 고려되는 주요 특성 중 하나이다. 편향이 바람직하지 않은 경우 높은 탄성 계수가 요구되는 반면, 유연성이 필요할 경우 낮은 탄성 계수가 필요하다.
생물학에서 세포외기질의 강성은 듀로택시스(durotaxis)라는 현상에서 세포 이동을 안내하는 데 중요하다.
강성의 또 다른 적용은 피부 생물학에서 찾아볼 수 있다. 피부는 건조 중량의 약 75%를 차지하는 세포외 단백질인 콜라겐에 의한 내재적 장력으로 인해 구조를 유지한다. 피부의 유연성은 탄력성, 강성, 접착력 등의 특성을 포괄하는 견고함과 확장성을 나타내는 중요한 매개변수이다. 이러한 요소는 환자에게 기능적으로 중요하다. 이는 피부에 외상을 입은 환자에게 중요하며, 병리학적 흉터에 의한 건강한 피부 조직의 형성 및 대체로 인해 유연성이 감소될 수 있다. 이는 주관적으로 평가하거나 커토미터(Cutometer)와 같은 장치를 사용하여 객관적으로 평가할 수 있다. 커토미터는 피부에 진공을 적용하고 수직으로 팽창할 수 있는 정도를 측정한다. 이러한 측정을 통해 건강한 피부, 정상적인 흉터 및 병리학적 흉터를 구별할 수 있으며, 이 방법은 병리생리학적 후유증과 치료가 피부에 미치는 영향을 모두 모니터링하기 위해 임상 및 산업 환경에 적용되었다.

## 같이 보기
- 응력
- 강성행렬
- 탄성 계수
- 영률
- 순응도 (생리학)
- 전기적 탄성(electrical elastance)